# Улень
Улень, Улені (рум. Uleni) — село у повіті Арджеш в Румунії. Входить до складу комуни Бредулец.
Село розташоване на відстані 138 км на північний захід від Бухареста, 45 км на північ від Пітешть, 129 км на північний схід від Крайови, 77 км на південний захід від Брашова.

## Населення
За даними перепису населення 2002 року у селі проживали 176 осіб, усі — румуни. Усі жителі села рідною мовою назвали румунську.